# Pálos Zsuzsa
Pálos Zsuzsa (Budapest, 1945. szeptember 23. –) magyar színésznő.

## Élete
Érettségi után egy évig (1964–1965) a Vígszínházban volt jelmeztervező-gyakornok, majd a Színház- és Filmművészeti Főiskola növendéke lett 1965–1969 között. 1968–69-ben a Nemzeti Színház gyakorlatos színésze volt. A diploma megszerzésének évében a József Attila Színház tagja lett 1983-ig. 1983–1986 között szabadfoglalkozású volt. 1996–1999 között a Budapesti Operettszínház stúdiójának zenés mesterség tanára. Nevével találkozhattunk a Vidám Színpad, a Budaörsi Játékszín, a Ruttkai Éva Színház, a Gózon Gyula Kamaraszínház valamint az Újpesti Színház színlapjain is.
A Színházi adattárban 2015-ig hetvennyolc bemutatóját regisztrálták. A digitális tárhelyen negyvenöt színházi fényképen is megtekinthető.

## Színpadi szerepei
- Knott: Várj, míg sötét lesz....Glória
- Szigligeti Ede: Liliomfi...Erzsi
- Shakespeare: A makrancos hölgy....Bianca
- Molière: Jourdain úr....Nicole
- Frisby: Lány a levesemben....Carle Dorlaton-Finch
- Robert Thomas: Nyolc nő....Louise, az új szobalány/Chanel
- Nell Dunn: Gőzben
- Oscar Wilde: Bunbury, avagy hazudj igazat!....Lady Bracknell
- Paul Zindel: A gammasugarak hatása a százszorszépekre....Nanny
- Örkény István: Macskajáték....Cs. Bruckner Adelaida
- Praxy-Vaszary: Hölgyeim, elég volt!....Zizi
- Flatow–Szenes–Dobos: Egy férfi, aki nem akar.... Nyúl kisasszony
- Száraz: Ítéletidő....Mariora
- Ayckbourn: Hálószoba-komédia....Susanne
- Kardos: Villon és a többiek....Mathilde
- Szerb–Szűcs–Kormos: Éjféli lovas....Cynthia
- Feydeau: Zsákbamacska....Julie
- Miller: A salemi boszorkányok....Betty
- Shakespeare: Sok hűhó semmiért....Hero
- Kertész: Makra....Vali
- Maróti: Egy válás története....Subert Zsuzsa
- Campaux: Csöngettek, madame!....Solange
- Simon: Furcsa pár....Vera
- A nagy hal....Kata
- Lüszisztraté....Lampété
- Molnár: A doktor úr....Sárkányné
- Görgey Gábor: Szexbogyó....Szivi
- Aszlányi Károly: Amerikai komédia....Tony

## Filmszerepei

### Játékfilmek
- A völgy (1967)
- Öngyilkosság (1967)
- Elsietett házasság (1968)
- Eltávozott nap (1968)
- Krebsz, az isten (1969)
- Az idő ablakai (1969)
- Imposztorok (1969)
- Én vagyok Jeromos (1970)
- Kapaszkodj a fellegekbe (1971)
- Kakuk Marci (1973)
- Emil a komédiás (1979)
- Felhőjáték (1983)
- Macskafogó (1986, rajzfilm)
- Hanna háborúja (1988)
- Egérút (1999)
- Buhera mátrix (2006)
- Macskafogó 2. – A sátán macskája (2007, rajzfilm)

### Tévéfilmek
- Ketrec (1968)
- Bors 1-15. (1968)
- 7 kérdés a szerelemről (és 3 alkérdés) (1969)
- Egy önérzet története (1969)
- Én, Prenn Ferenc (1969)
- Játékok olasz módra - Eperfagylalt habbal (1970)
- Szerelem (1970)
- A vendég (1971)
- Régi idők mozija (1971)
- Váratlan találkozások - Koraesti látogató (1971)
- Ászja (1972)
- Mégis tálentom Kyszlich (1972)
- A főnök (1972)
- Pályakorrekció (1972)
- Az ajtó (1972)
- Alvilági játékok (1973)
- Kérem a következőt! (1974, rajzfilmsorozat)
- Örökzöld fehérben, feketében (1974)
- Kék szarvasok (1975)
- Micsoda idők voltak (1975)
- Családi sírbolt (1976)
- Csongor és Tünde (1976)
- Házimozi (1978)
- Címzett ismeretlen (1979)
- Disco-Disco (1979)
- A makrancos hölgy (1979)
- Mese az ágrólszakadt igricről (1980)
- Csillagűzött szerető (1981)
- Vízipók-csodapók (1981, rajzfilmsorozat)
- Nápolyi mulatságok (1982)
- Az utolsó futam (1983)
- A béke hetedik napja (1984)
- Első kétszáz évem (1985)
- A nemzet özvegye (1990)
- Emberrabló lányok (1990)[5]
- Hölgyek és urak (1991)
- Uborka (1992)
- A nagy hal (2000)
- Barátok közt (2005, 2006)
- Kabarémúzeum (2006)
- Kossuthkifli (2015)
- Jóban Rosszban (2022)

## Szinkron

### Sorozatbeli szinkronszerepei
- Rabszolgasors (televíziós sorozat) (1976)
- A palota ékköve (2003)
- A homok titkai (1993)
- A Simpson család (1998–,  Marge Simpson hangja)
- A Simpson család – A film (2007)
- Vészhelyzet
- Family Guy – Marge Simpson
- Super Mario Bros.: A film (2023) - Mario anyja

### Film szinkronszerepei
| Cím                                                          | Szerep        | A szinkronizált színész         |
| ------------------------------------------------------------ | ------------- | ------------------------------- |
| Egy zseni, két haver, egy balek (Mokép-féle szinkron) (1975) | Lucy          | Miou-Miou                       |
| Segítség, felszarvaztak! (film, 1981)                        | Zelmira Demma | Alida Chelli                    |
| Az élőhalottak éjszakája (film, 1990)                        | Helen Cooper  | McKee Anderson                  |
| Volt egyszer egy stúdió                                      | Fiona         | Barbara Luddy (archív felvétel) |
| Jöttünk, láttunk, visszamennénk                              | Ginette       | Marie-Anne Chazel               |
| Jöttünk, láttunk, visszamennénk 2. – Az időalagút            | Ginette       | Marie-Anne Chazel               |
| Cape Fear – A rettegés foka                                  | Lori Davis    | Illeana Douglas                 |